# Fin (de la primera parte)
Fin (de la primera parte) fou el primer àlbum compilatori de la banda espanyola Los Piratas, publicat l'any 1998 per Warner Music Group. Aquest treball inclou els grans èxits de la banda editats fins a l'any 1998 amb l'addició de dos temes inèdits «Vacío» i «Hoy por ayer», i també una revisió de «Promesas que no valen nada», titulada «Promesas 98». A diferència de la majoria d'àlbums de grans èxits, té la particularitat que les cançons estan en ordre cronològicament invers, de més nou a més antic.
Va comportar un èxit massiu que els va permetre aconseguir el seu primer disc d'or després de superar cinquanta mil còpies venudes.
A principis de 1999 es va publicar una segona edició de l'àlbum per incloure la versió realitzada per la banda de «My Way», de Paul Anka. Aquesta versió es va fer famosa gràcies a ser la banda sonora d'un anunci publicitari de televisió, que li va proporcionar una gran popularitat pel gran públic espanyol.

## Llista de cançons
| Núm.          | Títol                             | Durada |
| ------------- | --------------------------------- | ------ |
| 1.            | «Mi coco»                         | 4:50   |
| 2.            | «Vacío»                           | 3:38   |
| 3.            | «Promesas 98»                     | 4:28   |
| 4.            | «Fecha caducada»                  | 4:49   |
| 5.            | «Hoy por ayer»                    | 4:02   |
| 6.            | «Mi matadero clandestino»         | 3:36   |
| 7.            | «M»                               | 4:48   |
| 8.            | «Te echaré de menos»              | 3:42   |
| 9.            | «Promesas que no valen nada»      | 3:38   |
| 10.           | «Tristura»                        | 0:48   |
| 11.           | «Mi tercer pie»                   | 4:16   |
| 12.           | «El mundo de Wayne»               | 3:56   |
| 13.           | «El sabor de las cosas»           | 4:37   |
| 14.           | «Condenado»                       | 4:17   |
| 15.           | «El sombrero»                     | 5:25   |
| 16.           | «Quiero hacerte gritar» (directe) | 3:46   |
| Durada total: | Durada total:                     | 64:36  |

| 17. | «My Way» |  |

## Crèdits
| Los Piratas - Paco Seren - Pablo Álvarez - Alfonso Román - Javier Fernández (Hall 9000) - Iván Ferreiro Músics addicionals - Christina Perales: cantant - Anxo Pintos: cantant - Eva Gonzalez Carreira: violí | Equip tècnic - Producció: Chop Suey, Javier Abreu, Juan Luis Giménez, Vicente Sabater - Enregistrament: Javier Abreu, Steve Chase, Vicente Sabater - Mescles: Juan Vinader, Paco Seren, Tony Taberner, Vicente Sabater - Disseny: Rafa Sañudo - Art: A. Díaz, Bárbara Oberhagemann, Raro S.L. - Fotografia: José Luis Santalla - Enregistraments: Estudios Kirios, Payton Studios, Estudios Sintonia, Estudios Elite, Studio Du Manoir, The Manor, AC Studios, CDB - Mescles: Estudios Sintonia, AC Studios, Studio Du Manoir, TRAK |